# 坎佯语
坎佯语是印度一种极濒危台语支语言，使用者属于坎揚人，仅剩约50人，都住在阿萨姆邦丁苏吉亚县马尔盖里塔下游7km处的Powaimukh。它与阿萨姆邦其他台语，如艾通傣语、坎底语、帕克傣语和土隆语等，亲缘关系很近。

## 概况
坎佯语极濒危。它只在Powaimukh有母语人口，使用者只有50岁以上的老人。它在举行特定宗教仪式时用于老人间，只有两名坎佯语使用者能读懂书面坎佯语，他们分别出生在1920年和1928年。

## 语言记录
坎佯语出现在几份语言调查报告中。阿萨姆地区最早的语言学报告之一由Grierson主持，于1904年发表为《印度语言学调查》。虽然Grierson没在他的报告中提及坎佯语，但是其中包含一种不在其他报告中的称作Nora的语言。其后，Stephen Morey (2001-2)、 Anthony Diller (1992)和其他阿萨姆邦台语研究包含了坎佯语。Morey在《阿萨姆邦的台语：语法与语料》(Morey, 2005)中大致总结了坎佯语的语法，并在第6章讨论了它和帕克傣语的相似性(Diller, Edmonson, Luo, 2008)。
坎佯语使用改良过的泰文书写。坎佯语有6个声调，与帕克傣语的6个声调的分布不同。一些坎佯语记录已经上传至互联网，包含神话传说和日常谈话。

## 活力
虽然坎佯语极度濒危，至少它尚未灭亡。已经有试图将坎佯语传给下一代的努力；据Morey，2001年举办过一次坎佯族老人会，决定要在村里推广坎佯语。在2002年，Chaw Mihingta开始给小学学龄儿童教坎佯语。每天下午4点左右，村小学的学生都要上坎佯语课。他们的课包含学写数字、日常用词、简单短语和泰文。
最近，濒危语言记录计划设立了记录坎佯语的计划。它旨在记录坎佯语口头文学和文字，以为将来出版教科书和其他语言学习材料做准备。 （页面存档备份，存于）